# Jarry (métro de Montréal)
Pour les articles homonymes, voir Jarry.
Jarry est une station de la ligne orange du métro de Montréal située dans l'arrondissement de Villeray–Saint-Michel–Parc-Extension. La station, conçue par les architectes Lemoyne, Bland, Edwards et Shine, fut inaugurée le 14 octobre 1966. Elle porte son nom en l'honneur de Stanislas Blénier Jarry, cultivateur. Elle fait partie du réseau d'origine.

## Lignes de bus
| Numéros | Noms                     | Service |
| ------- | ------------------------ | ------- |
| 30      | Saint-Denis/Saint-Hubert | De Jour |
| 31      | Saint-Denis              | De Jour |
| 99      | Villeray                 | De Jour |
| 193     | Jarry                    | De Jour |
| 361     | Saint-Denis              | De Nuit |

## Édicule
- Édicule Jarry: 504, rue Jarry Est

Cet édicule, incorporé à une tour résidentiel, comporte quatre sorties: Deux vers la rue Jarry Est, une vers la rue Lajeunesse et la dernière vers la rue Berri.